# 1957 في المملكة المتحدة
فيما يلي قوائم الأحداث التي وقعت خلال عام 1957 في المملكة المتحدة.

## أحداث
- 1 يناير – المخيم الكشفي العالمي التاسع

## سياسة

### تعيين في المنصب
- 10 يناير – هارولد ماكميلان زعيم حزب المحافظين (المملكة المتحدة)، رئيس وزراء المملكة المتحدة.
- 29 مارس – أليك دوغلاس هيوم زعيم مجلس اللوردات [الإنجليزية]‏.

### انتهاء فترة المنصب
- 10 يناير – أنطوني إيدن رئيس وزراء المملكة المتحدة.
- 13 يناير – هارولد ماكميلان مستشار الخزانة.

## رياضة
- 1 يناير – بطولة ويمبلدون 1957

## ظهور
- 1 يناير – قطار 4.50 من بادنغتون رواية من تأليف أجاثا كريستي.
- 1 يناير – محنة البريء رواية من تأليف أجاثا كريستي.
- 1 يناير – مدافع نافارون

## أفلام
من الأفلام التي صدرت هذه السنة في المملكة المتحدة:
- 1 يناير – جسر على نهر كواي من إخراج ديفيد لين.
- 17 أكتوبر – حول العالم في 80 يوما من إخراج مايكل أندرسون (مخرج أفلام)، جون فارو.

## كتب
من الكتب التي صدرت هذه السنة في المملكة المتحدة:
- 1 يناير – قطار 4.50 من بادنغتون من تأليف أجاثا كريستي.
- 1 يناير – ليمون مر من تأليف لورانس داريل.
- 1 يناير – مدافع نافارون من تأليف أليستر ماكلين.

## مواليد

### يناير
- 1 يناير – سوفي ويلسون عالِمة حاسوب من المملكة المتحدة.
- 5 يناير – ديفيد فيركلوف لاعب كرة قدم إنجليزي.
- 6 يناير – مايكل فول رائد فضاء أمريكي.
- 11 يناير – براين روبسون لاعب ومدرب كرة قدم إنجليزي.
- 16 يناير – إيان آتكينز
- 19 يناير – روجر أشتون غريفيث
- 27 يناير – جانيك غيرس موسيقي بريطاني.

### فبراير
- 9 فبراير – جورج فيني
- 9 فبراير – غوردون ستراكان لاعب ومدرب كرة قدم اسكتلندي.
- 19 فبراير – راي وينستون
- 27 فبراير – تيموثي ليونارد سبال ممثل بريطاني.

### مارس
- 19 مارس – ستيف أبلي لاعب كرة قدم إنجليزي.

### أبريل
- 20 أبريل – جيرينت وين ديفيز
- 29 أبريل – دانيال دي لويس ممثل إنجليزي أيرلندي.

### مايو
- 9 مايو – بيلي هاميلتون لاعب كرة قدم إنجليزي.
- 10 مايو – سيد فيشوس
- 26 مايو – ماري بيل قاتلة متسلسلة من المملكة المتحدة.
- 31 مايو – غاري كوبر

### يونيو
- 17 يونيو – سام دوغلاس ممثل أمريكي.
- 18 يونيو – رالف براون

### يوليو
- 8 يوليو – كريستوف روجيه فاسلين لاعب كرة مضرب فرنسي.
- 9 يوليو – مارك ألموند

### أغسطس
- 4 أغسطس – جون وارك لاعب كرة قدم إنجليزي.
- 5 أغسطس – ديفيد جل
- 14 أغسطس – بيتر هارت لاعب كرة قدم من المملكة المتحدة.
- 16 أغسطس – جيمس دونالدسون لاعب كرة سلة من الولايات المتحدة الأمريكية.
- 20 أغسطس – سيمون دونالدسون
- 22 أغسطس – ستيف ديفيس
- 24 أغسطس – ستيفن فراي
- 25 أغسطس – سايمون ماكبرني
- 27 أغسطس – جانيت وينترسون كاتبة إنجليزية.

### سبتمبر
- 12 سبتمبر – راشيل وارد
- 18 سبتمبر – توم رايت مهندس معماري بريطاني.
- 24 سبتمبر – ستيف فوستر لاعب كرة قدم إنجليزي.

### أكتوبر
- 11 أكتوبر – باول باون ممثل بريطاني.
- 23 أكتوبر – غراهام ريكس لاعب ومدرب كرة قدم إنجليزي.
- 26 أكتوبر – هيو دالاس حكم كرة قدم من المملكة المتحدة.
- 27 أكتوبر – غلين هودل لاعب ومدرب كرة قدم إنجليزي.
- 28 أكتوبر – غراهام جونز درّاج طريق من المملكة المتحدة.

### نوفمبر
- 4 نوفمبر – توني أبوت سياسي أسترالي.
- 27 نوفمبر – أنطونيو بيليتي دراج بريطاني.

## وفيات

### يناير
- 1 يناير – بامبا ساذرلاند (مواليد 1869) أميرة البنجاب.
- 1 يناير – جاك ألين (مواليد 1903) لاعب كرة قدم من المملكة المتحدة.
- 16 يناير – الكسندر كامبريدج (مواليد 1874) سياسي من المملكة المتحدة.

### فبراير
- 22 فبراير – جورج وليامز (مواليد 1897) لاعب كرة قدم من المملكة المتحدة.

### مارس
- 13 مارس – جورج أليسون (مواليد 1883)
- 21 مارس – تشارلز كاي أوغدن (مواليد 1889)

### مايو
- 12 مايو – ألفونسو دي بورتاغو (مواليد 1928) سائق سباقات.

### يوليو
- 11 يوليو – آغا خان الثالث (مواليد 1877) سياسي هندي.

### سبتمبر
- 30 سبتمبر – ويلر درايدن (مواليد 1892)

### أكتوبر
- 25 أكتوبر – لورد دانسني (مواليد 1878)

### ديسمبر
- 17 ديسمبر – دوروثي سايرز (مواليد 1893)